# دایکی واکاماتسو
دایکی واکاماتسو (انگلیسی: Daiki Wakamatsu؛ زادهٔ ۲ اوت ۱۹۷۶) بازیکن فوتبال اهل ژاپن است.
از باشگاه‌هایی که در آن بازی کرده‌است می‌توان به باشگاه فوتبال شیمیزو اس-پالس اشاره کرد.